# Liste der Monuments historiques in Knœringue
Die Liste der Monuments historiques in Knœringue führt die Monuments historiques in der französischen Gemeinde Knœringue auf.

## Liste der Objekte
| Bezeichnung    | Beschreibung                                             | Standort                                  | Kennzeichnung | Schutzstatus | Datum | Bild |
| -------------- | -------------------------------------------------------- | ----------------------------------------- | ------------- | ------------ | ----- | ---- |
| Taufbecken     | Sandstein, 1609                                          | in der Kirche St-Jacques-le-Majeur (Lage) | PM68001093    | Inscrit      | 1989  |      |
| Sakramentshaus | Sandstein, Schmiedeeisen, 15. oder 16. Jahrhundert       | in der Kirche St-Jacques-le-Majeur (Lage) | PM68000205    | Classé       | 1982  |      |
| Kruzifix       | Holz, farbig gefasst, vermutlich aus dem 19. Jahrhundert | in der Kirche St-Jacques-le-Majeur (Lage) | PM68001094    | Inscrit      | 1989  |      |